# Syzygium conicum
Syzygium conicum är en myrtenväxtart som beskrevs av Pieter Willem Korthals. Syzygium conicum ingår i släktet Syzygium och familjen myrtenväxter. Inga underarter finns listade i Catalogue of Life.